# Publius Servilius Priscus Structus
Publius Servilius Priscus Structus war in der frühen Römischen Republik der erste Konsul aus der gens Servilia. Er amtierte 495 v. Chr. mit Appius Claudius Sabinus Inregillensis als Kollegen. Seine Cognomina (Beinamen) werden einhellig, teilweise aber auch unvollständig überliefert.
Das Amtsjahr des Servilius und Claudius fiel in eine unruhige Zeit, in der sich die secessio plebis vorbereitete. Der Geschichtsschreiber Livius lässt Claudius als konservativen Vertreter der Oberschicht auftreten, Servilius stellt er dagegen als Vermittler dar. Diese Einschätzung ist jedoch als Erfindung anzusehen, da keine zeitgenössischen Aufzeichnungen über die beiden Konsuln existieren. Der Geschichtsschreiber Dionysios von Halikarnassos berichtet von einem Triumphzug des Servilius nach einem Sieg über die Volsker, der ebenfalls erdichtet ist.
Publius Servilius Priscus Structus wird als Vater des späteren Konsuls Spurius Servilius Priscus und als Großvater des späteren Konsuls Publius Servilius Priscus angesehen.